# Coordinació Catalana de Colònies, Casals i Clubs d'Esplai
La Coordinació Catalana de Colònies, Casals i Clubs d'Esplai (CCCCCE) es una organización juvenil española vinculada a la iglesia católica, que reúne diversas, entidades, servicios y movimientos de esparcimiento y colonias de vacaciones de las diócesis catalanas. La sede está en Barcelona y la presidenta es Estrella Segura. Forman parte más de 320 entidades y centros, algunos con 40 años de historia, cerca de 25.000 niños y jóvenes y más de 6.000 educadores, monitores y monitoras. Es miembro, entre otros, de la Federación Internacional de Movimientos Católicos de Acción Parroquial FIMCAP.

## Historia
La CCCCCE fue fundada en 1957 y en 1990 recibió la Cruz de Sant Jordi.